# Danny Simpson
Danny Simpson, né le 4 janvier 1987 à Eccles, est un footballeur anglais qui évolue au poste de latéral droit.

## Biographie
Joueur de Manchester United, il évolue en prêt au Royal Antwerp, à Sunderland, et à Ipswich Town.
En 2009, il est définitivement transféré à Newcastle, mais il est libéré en juin 2013. Il rejoint ensuite Leicester là, avec qui il est sacré champion d'Angleterre à la surprise générale en 2016.

## Palmarès

### En club
- Manchester United
  - Vainqueur de la Ligue des champions en 2008.
  - Champion d'Angleterre en 2008.

- Sunderland AFC
  - Champion d'Angleterre de D2 en 2007.

- Newcastle United
  - Champion d'Angleterre de D2 en 2010.

- Leicester City
  - Champion d'Angleterre en 2016.